# Вышнее Ольшаное
Вышнее Ольшаное — село в Должанском районе Орловской области России. Административный центр Вышнее Ольшанского сельского поселения.

## География
Село находится на расстоянии 12 км к северо-востоку от посёлка городского типа Долгое, административного центра района, и 143 км к юго-востоку от города Орёл, административного центра области.

## Население
| 2002 | 2010 |
| ---- | ---- |
| 741  | ↘585 |

### Национальный состав
Согласно результатам переписи 2002 года, в национальной структуре населения русские составляли 93 % из 741 чел.